# Adolph Carl Kunzen
Adolph Carl Kunzen (* 22. September 1720 in Wittenberg; † 11. Juli 1781 in Lübeck) war ein deutscher Organist und Komponist.

## Leben
Kunzen wurde als Sohn des Organisten Johann Paul Kunzen (1696–1757) und seiner Frau Dorothea (geb. Selner; † 1765) in Wittenberg geboren. Kunzen erhielt durch seinen Vater eine musikalische Ausbildung, die Jakob Wilhelm Lustig in Hamburg fortsetzte. Alsbald galt er als musikalischer Wunderknabe und unternahm Konzertreisen nach Holland und England. So spielte er in Aurich im August 1728 dem dänischen Königspaar auf der Violine vor. Während seiner Anstellung als Konzertmeister (ab 1749) beim Herzog Christian Ludwig II. zu Mecklenburg(-Schwerin), schrieb er bereits gelegentlich Kompositionen. Nachdem er 1752 Kapellmeister wurde, verließ er Schwerin aufgrund von Streitigkeiten und begab sich daraufhin nach London. Als sein Vater in Lübeck als Organist und Werkmeister an der Marienkirche verstarb, übernahm er 1757 dessen Position und rückte damit an die Spitze des Musiklebens der Hansestadt.
Seit 1745 war Kunzen Freimaurer; zunächst in die Hamburger Loge Absalom aufgenommen, wurde er noch im November 1745 Mitglied der Loge St. George.
Nachdem 1772 ein Schlaganfall seine rechte Hand gelähmt hatte, wurde ihm bis zu seinem Tode 1781 sein späterer Nachfolger Johann Wilhelm Cornelius v. Königslöw (1745–1833) als Adjunkt beigegeben.
Kunzen war verheiratet mit Charlotte, geb. Auberg aus Bremen. Das Paar hatte zwei Kinder, Friedrich Ludwig Æmilius Kunzen (1761–1817) und Louise Friederica Ulrica (1765–1839), die Hofsängerin in Ludwigslust wurde.

## Werk
Kunzen hat ein umfangreiches, im Wesentlichen handschriftlich erhaltenes Œuvre hinterlassen, zu dem ein verbindliches Verzeichnis noch fehlt. Seine Werke aus der Zeit der Schweriner Tätigkeit verraten eine die künstlerische Umgebung belebende Eigenständigkeit. Für den spätestens seit Dietrich Buxtehude an der Marienkirche fest etablierten Zyklus öffentlicher Konzerte, die Abendmusiken, komponierte er wie schon sein Vater eine Reihe bedeutsamer fünfteiliger Oratorien zu biblischen Geschichten, darunter Israels Abgötterey in der Wüsten (1758), Absalon (1761) und Goliath (1762). In ihnen fallen die großen Chöre auf, die sich durch dramatisch lebhaften Ausdruck und freizügige Anlage sowie Kombination der Massen auszeichnen. Der Einfluss Georg Friedrich Händels ist unverkennbar, dessen Oratorien Kunzen in London kennengelernt haben dürfte. Die Instrumentalwerke der Schweriner und Londoner Jahre huldigen dem galanten und empfindsamen Stil, wie sie Carl Philipp Emanuel Bach als wegweisender Komponist geprägt hatte. Kunzen stand fest in der Tradition des Lübecker Musiklebens, gab ihm aber auch neue Impulse dadurch, dass er als erster regelmäßig Werke auswärtiger Komponisten zur Aufführung brachte und dem Liebhaber-Konzertwesen Unterstützung zukommen ließ.

## Werke

### Faksimile/Digitalisate
- Das gerettete Bethulia Abendmusik 1759 Digitalisat des Autographs, Signatur Mus A 159, Stadtbibliothek Lübeck
- Absalon Abendmusik 1761 Digitalisat des Autographs, Signatur Mus A 160, Stadtbibliothek Lübeck
- Naboth. Abendmusik in fünf Abtheilungen. (1769) Digitalisat des Autographs, Signatur Mus A 190, Stadtbibliothek Lübeck
- Die Hirten auf dem bethlehemitischen Felde. Abendmusik 1771 Digitalisat des Autographs, Signatur Mus A 161, Stadtbibliothek Lübeck
- Ouverture (Digitalisat (PDF; 9,2 MB) der Dänischen Königlichen Bibliothek)
- Friedrich Ludwig Æmilius Kunzen, Carl Friedrich Cramer (Hrsg.): Compositionen der in dem ersten Theile der Gedichte meines Vaters enthaltenen Oden und Lieder Breitkopf, Leipzig 1784.
- Der Lieder zum unschuldigen Zeitvertreib erste und zwote Fortsetzung. Lübeck, 1754 und London: Haberkorn 1756.

Digitalisat, Stadtbibliothek Lübeck
Lieder zum unschuldigen Zeitvertreib. Zweyte Fortsetzung. Faksimile-Ausgabe ed. E. Thom, Michaelstein 1990

### Ausgaben
- Cembalokonzerte. In: Norddeutsche Klavierkonzerte des mittleren 18. Jahrhunderts, ed. A. Edler, München/Salzburg 1994 (= Denkmäler norddeutscher Musik Bd. 5/6), ISBN 3-87397-171-2
- Die Hirten auf dem bethlehemitischen Felde. Lübeck: Bibliothek der Hansestadt Lübeck 2006